# Acanthascus pleorhaphides
Acanthascus pleorhaphides är en svampdjursart som beskrevs av Isao Ijima 1897. Acanthascus pleorhaphides ingår i släktet Acanthascus och familjen Rossellidae. Inga underarter finns listade i Catalogue of Life.